# Szergej Alekszandrovics Jemelin
Szergej Alekszandrovics Jemelin (oroszul: Сергей Александрович Емелин; Ruzajevka, 1995. június 16. –) orosz kötöttfogású birkózó. A 2018-as birkózó-világbajnokságon a döntőbe jutott 60 kg-os súlycsoportban, kötöttfogásban. A 2018-as birkózó Európa-bajnokságon aranyérmet szerzett 60 kg-os súlycsoportban.

## Sportpályafutása
A 2018-as birkózó-világbajnokságon a döntőig jutott.